# Sport Futebol Damaiense (féminines)
Maillots
Actualités
Le Sport Futebol Damaiense est un club basé Amadora  au Portugal. Le club a été créé en 1938, et la section féminine en 2018. L'équipe première féminine évolue depuis 2022 en Liga BPI, la plus haute division du football féminin au Portugal.

## Histoire
Dès sa création le Sport Futebol Damaiense, dispute première saison dans le Championnat de deuxième division féminin, et arrive jusqu'en finale de la Taça Promoção Feminino. Lors de la saison suivante, l'équipe termine 2e de la série G et est donc qualifiée pour la série Sud, soit la seconde phase. Cependant, la phase de qualification est annulée en avril en raison de l’impact de la pandémie de COVID-19. En guise de compromis à l’annulation de la série de promotion, la Fédération portugaise de football annonce en mai 2020 que les vainqueurs de chaque série 2019-20 seraient promus en Liga BPI, augmentant ainsi le nombre d'équipes en première division, de 12 à 20 équipes. Bien qu'ayant terminé deuxième de la série G, Damaiense est invité à participer à la Liga BPI.
Promus en Liga BPI, Damaiense possède la plus jeune moyenne d'âge, avec 20,4 ans. La gardienne de but n'a que 17 ans, et neuf joueuses ont moins de 18 ans. Le club fait ses débuts dans l’élite le 26 septembre 2020 avec une victoire surprise 3-1 contre le CF Benfica. Damaiense finalement termine à la 8e place, et doit disputer les barrages de relégation sur l’ensemble des deux matchs les filles du Damaiense, perdent 4-5 contre Gil Vicente Futebol Clube, ce qui signe leur retour en deuxième division féminin.
Le club conserve comme entraineur Ademar Colaço et élargit son panel d'équipes féminines, ajoutant une équipe féminine des moins de 18 ans. Le club a remporte le championnat de deuxième division féminin lors de la dernière journée, obtenant ainsi sa promotion en Liga BPI pour la saison 2022-23. Le 4 mars 2022, le club nomme Tomás Tengarrinha comme nouvel entraîneur.
Pour son retour dans l’élite, le club se renforce avec les signatures de Beatriz Cameirão, Marta Ferreira, Raquel Ferreira, Melany Fortes, Catarina Carmo, et le retour de Daniela Santos. Le club fait également signer les joueuses américaines Summer Green et Jorian Baucom, toutes deux arrivant de la National Women's Soccer League. Avec un quarts de finale en Coupe du Portugal et en Coupe de la Ligue, Damaiense termine la saison à la 5e place se maintenant en première division.

### Dates clés
- 2018 : Création de la section féminine de football.
- 2020 : Première participation en Championnat du Portugal féminin de football.
- 2022 : Vainqueur de la II Divisão Nacional Feminino.
- 2022 : Retour dans le Championnat du Portugal féminin de football.

## Résultats sportifs

### Palmarès
Le palmarès du Sport Futebol Damaiense comporte un Championnat du Portugal de deuxième division.
Le tableau suivant liste le palmarès du club actualisé à l'issue de la saison 2022-23 dans les différentes compétitions officielles aux niveaux national et régional.
| Compétitions nationales | Compétitions régionales                                                                    |
| - Championnat du Portugal (0) - Champion : - Vice-champion : - Championnat du Portugal de Division 2 (1) - Champion : 2022. - Vice-champion : 2019. - Coupe du Portugal (0) - Vainqueur : - Finaliste : | - Championnat de l'AF Lisbonne (0) - Champion : - Coupe de l'AF Lisbonne (0) - Vainqueur : |

### Bilan saison par saison
Le tableau suivant retrace le parcours du club depuis 2018.
| Édition   | Division 1 | Division 2          | Divisions régionales | Coupe du Portugal   | Supercoupe du Portugal | Coupe de la Ligue |
| 2018-2019 | -          | 4e                  | -                    | 1/32 de finale      | -                      | -                 |
| 2019-2020 | -          | Compétition annulée | -                    | 1/32 de finale      | -                      | -                 |
| 2020-2021 | 8e         | -                   | -                    | Compétition annulée | -                      | -                 |
| 2021-2022 | -          | Vainqueur           | -                    | 1/16 de finale      | -                      | -                 |
| 2022-2023 | 5e         | -                   | -                    | 1/4 de finale       | -                      | 1/4 de finale     |
| 2023-2024 | 4e         | -                   | -                    | 1/4 de finale       | -                      | 1re Phase         |
| 2023-2024 | -          | -                   | -                    | -                   | 3e                     | -                 |

### Bilan général
Depuis la saison 2018-2019 et à l'issue de la saison 2022-2023
| Competition                            | T | S | Pld | G  | N  | P  | Vict. % | BP  | BC  | DB  |
| -------------------------------------- | - | - | --- | -- | -- | -- | ------- | --- | --- | --- |
| National                               |   |   |     |    |    |    |         |     |     |     |
| Liga 1                                 | 0 | 2 | 50  | 23 | 7  | 20 | 46,00   | 77  | 81  | -4  |
| Liga 2                                 | 1 | 3 | 63  | 42 | 4  | 17 | 66,67   | 181 | 107 | +74 |
| Taça de Portugal                       | 0 | 5 | 10  | 5  | 0  | 5  | 50,00   | 43  | 13  | +30 |
| Supertaça de Portugal                  | 0 | 0 | 0   | 0  | 0  | 0  | 00,00   | 0   | 0   | 0   |
| Taça da Liga                           | 0 | 2 | 6   | 2  | 0  | 4  | 33,34   | 8   | 13  | -5  |
| Total national                         | 1 | 5 | 129 | 72 | 11 | 46 | 55,81   | 309 | 214 | +95 |
| International                          |   |   |     |    |    |    |         |     |     |     |
| Ligue des champions féminine de l'UEFA | 0 | 0 | 0   | 0  | 0  | 0  | 00,00   | 0   | 0   | 0   |
| Total international                    | 0 | 0 | 0   | 0  | 0  | 0  | 00,00   | 0   | 0   | 0   |
| TOTAL                                  |   |   |     |    |    |    |         |     |     |     |
| Total                                  | 1 | 5 | 129 | 72 | 11 | 46 | 55,81   | 309 | 214 | +95 |

## Personnalités du club

### Présidents
- Sónia Santos (2021-)

### Entraîneurs
| Entraîneurs       | Périodes          | Titres | Matchs dirigés | Victoires | Nuls | Défaites | % victoires |
| Carlos David      | 2018              |        | ?              | ?         | ?    | ?        | ?? %        |
| Nuno Gomes        | 2018-2020         |        | 15             | 9         | 1    | 5        | 60,00 %     |
| João Videira      | 2020-2021         |        | 21             | 9         | 1    | 11       | 42,86 %     |
| Ademar Colaço     | 2021-février 2022 | 1      | 17             | 11        | 1    | 5        | 64,71 %     |
| Tomás Tengarrinha | mars 2022-2023    | 1      | 37             | 22        | 6    | 9        | 59,46 %     |
| Nuno Ventura      | mars 2022-2023    |        | 0              | 0         | 0    | 0        | 00,00%      |

### Meilleures buteuses par saison
Ce tableau présente les meilleures buteuses du Sport Futebol Damaiense à l'issue de chaque saison (toutes compétitions confondues).
| Saison    | Joueuse        | Buts |
| --------- | -------------- | ---- |
| 2018-2019 | Sofia Amorim   | 12   |
| 2019-2020 | Sofia Amorim   | 9    |
| 2020-2021 | Lorena Santana | 5    |
| 2021-2022 | Ana Assucena   | 21   |
| 2022-2023 | Summer Green   | 8    |
| 2023-2024 | Marta Ferreira | 6    |